# Lithocantharis lunglokshuiensis
Lithocantharis lunglokshuiensis (лат.) — ископаемый вид жуков-мягкотелок, единственный в составе монотипического рода Lithocantharis. Отпечатки обнаружены в отложениях Юго-Восточной Азии (Китай, Гонконг, Ping Chau Formation, возраст около 60 млн лет; Hong Kong, Peng Chau Island,  Tung Ping Chau Island). Мелкие жуки, длина надкрылий 5,0 мм, ширина около 2 мм. Сходен с Cantharis, но с более тёмными и узкими крыльями.